# Eremias papenfussi
Espèce
Eremias papenfussi est une espèce de sauriens de la famille des Lacertidae.

## Répartition
Cette espèce est endémique de la province de Téhéran en Iran.

## Étymologie
Cette espèce est nommée en l'honneur de Theodore Johnstone Papenfuss.

## Publication originale
- Mozaffari, Ahmadzadeh & Parham, 2011 : Eremias papenfussi sp. nov., a new lacertid lizard (Sauria: Lacertidae) from Tehran Province, Iran. Zootaxa, n. 3114, p. 57-62.